# Maria Ciastowska
Maria Ciastowska (ur. 21 grudnia 1936 w Kórniku) – polska lekkoatletka, specjalistka skoku w dal i biegu przez płotki.
Na mistrzostwach Europy w 1958 w Budapeszcie zajęła 5. miejsce w skoku w dal z wynikiem 5,97, przegrywając srebrny medal o 3 cm, a brązowy o 2 cm.
Dwukrotnie była brązową  medalistką mistrzostw Polski w skoku w dal: w  1957 i 1960.
W latach 1957–1959 startowała w siedmiu meczach reprezentacji Polski w skoku w dal, odnosząc dwa zwycięstwa indywidualne.
Rekordy życiowe:
- skok w dal – 6,09 (22 czerwca 1958, Berlin)
- bieg na 80 m przez płotki – 11,3 (1960)

Była zawodniczką AZS Poznań.